# Jens Harant
Jens Harant (* 1973 in Kulmbach) ist ein deutscher Kameramann.
Jens Harant studierte Kamera von 1996 bis 2002 an der Filmakademie Baden-Württemberg. Seit seiner Studienzeit ist er als Kameramann für Film und Fernsehen tätig. 2007 gehörte er zu den Preisträgern des Adolf-Grimme-Preises für den Film Unter dem Eis. 2009 wurde er mit dem Deutschen Kamerapreis in der Kategorie Fernsehserie geehrt für die Folge Am Abgrund der Serie KDD – Kriminaldauerdienst.

## Filmografie (Auswahl)
- 2005: Unter dem Eis
- 2005: Max und Moritz Reloaded
- 2007: Guten Morgen, Herr Grothe
- 2008: KDD – Kriminaldauerdienst (Fernsehserie, drei Folgen)
- 2009: Es kommt der Tag
- 2009: Schuldig
- 2009: Tatort – Oben und unten (Fernsehreihe)
- 2009: Polizeiruf 110 – Falscher Vater  (Fernsehreihe)
- 2010: Polizeiruf 110 – Aquarius
- 2011: Tatort – Mord in der ersten Liga
- 2011: Tatort – Leben gegen Leben
- 2012: Schmidt & Schwarz
- 2013: Tatort – Borowski und der brennende Mann
- 2013: Du bist dran
- 2014: Tatort – Der Hammer
- 2014: Jack
- 2015: Der Staat gegen Fritz Bauer
- 2015: Familienfest
- 2015–2017: Dengler (Fernsehreihe)
  - 2015:  Die letzte Flucht
  - 2016:  Am zwölften Tag
  - 2017:  Die schützende Hand
- 2016: Terror – Ihr Urteil
- 2017: Der König von Berlin
- 2018: Das schweigende Klassenzimmer
- 2018: Kommissarin Lucas – Das Urteil
- 2019: Kommissarin Lucas – Polly
- 2019: All My Loving
- 2019: Die Neue Zeit (Fernsehserie, 6 Folgen)
- 2020: Der Barcelona-Krimi: Blutiger Beton (Fernsehserie)
- 2021: Nebenan
- 2023: Der vermessene Mensch
- 2023: Die Unschärferelation der Liebe
- 2023: Schlafende Hunde (Fernseh-Sechsteiler)
- 2024: Die Schule der Frauen
- 2025: Tatort: Borowski und das Haupt der Medusa